# Perilampus shornus
Perilampus shornus är en stekelart som beskrevs av T.C. Narendran 2003. Perilampus shornus ingår i släktet Perilampus och familjen gropglanssteklar. Inga underarter finns listade i Catalogue of Life.